# PREMIUM BANDAI
PREMIUM BANDAI是日本大型玩具供應商萬代（BANDAI）的官方網路商店，主要以販售鋼彈系列作品、七龍珠、蠟筆小新等動畫的角色模型、玩具、公仔為主。販售萬代官方的限定品，如「魂WEB商店」、「HOBBY ONLINE SHOP」等不同領域的限定商品。萬代販售的鋼彈模型中分類有 SD、HG、PG、MG、RG、MB...等類別，其中PB限定即是指 PREMIUM BANDAI 的限定品。
PREMIUM BANDAI與一般市面上的玩具商店不同在於，大部份的商品採用預訂形式選購，並且為預約制接單生產的商店，而其中許多產品更只在日本生產，因此PREMIUM BANDAI的商品都極具收藏價值。

## 歷史
PREMIUM BANDAI這個品牌始於日本，於2009年4月20日正式在日本的網路世界中誕生，主要銷售對象為日本的忠實玩具愛好者。而由於海外玩具愛好者對限定版玩具商品需求日漸增長，於是在2013年的12月6日，PREMIUM BANDAI 決定在台灣成立第二個海外銷售據點，正是 PREMIUM BANDAI TAIWAN。

## 主要商店[9]
- Tamashii （页面存档备份，存于）
- Hobby （页面存档备份，存于）
- 食玩
- Card
- STRICT-G[10]
- Sun-Star Stationery （页面存档备份，存于）

## 萬代主要產品角色[11]
- Battle Spirits
- 機動神腦
- 鋼彈
- IDOLiSH7偶像星願
- OVER LORD
- SD鋼彈
- 超級機器人大戰
- Tiger and Bunny
- 數碼寶貝
- PAC-MAN
- 無敵鐵金剛
- 反叛的魯路修

## 次要產品角色
ASCII：
- 刀劍神域 (Sword Art Online)
- 偶像學園! (AIKATSU!)

ASHI：
- 超獸機神 (SUPER BEAST MACHINE GOD DANCOUGA）

ADK：
- 魔神英雄傳 (Majin Hero: Wataru)

CAPCOM：
- 洛克人 (Mega Man)

Cygames：
- TWISTED-WONDERLAND

GAINAX：
- 新世紀福音戰士 (Neon Genesis Evangelion)

角川：
- OVER LORD

Mushi Production：
- 超人力霸王 (Ultraman)

方塊社：
- 鋼之錬金術師

東北新社：
- 牙狼 (Garo)

東映：
- 假面騎士 (Kamen Rider)
- 航海王 (One Piece) - 僅動畫
- 數碼寶貝 (Digimon Adventure) - 僅動畫

- 七龍珠 (Dragon Ball) - 僅動畫
- 超級戰隊 (Super Sentai)
- 聖鬥士星矢
- 美少女戰士
- 小魔女DoReMi

集英社：
- 鬼滅之刃
- 獵人
- JOJO的奇妙冒險
- 我的英雄學院
- 航海王 - 僅漫畫
- 七龍珠 - 僅漫畫
- 間諜家家酒
- 咒術迴戰
- 銀魂 (Gintama)

小學館：
- 閃電霹靂車
- 名偵探柯南

- 夏日時光

任天堂：
- 寶可夢
- 星之卡比

講談社：
- 進擊的巨人
- 天竺鼠車車

雙葉社：
- 蠟筆小新

## 官方網站
- 萬代台灣官方網路商店 （页面存档备份，存于）

## 其他外部連結
- 萬代官方網站 （页面存档备份，存于）
- 南夢宮萬代發展股份有限公司官方網站 （页面存档备份，存于）
- PREMIUM BANDAI Taiwan 的官方 Facebook 粉絲專頁 （页面存档备份，存于）